# میستریوم
میستریوم (نام علمی: Mystrium) نام یک سرده از تیره مورچه است.